# Ellsworth Air Force Base
La Ellsworth Air Force Base è una base aerea militare dell'United States Air Force gestita dall'Air Force Global Strike Command e situata presso la città di Rapid City, nel Dakota del Sud.

## Storia
Attivata nel gennaio 1942 come Rapid City Army Air Base, fu rinominata il 13 giugno 1953, in onore del Brigadier Generale Richard E. Ellsworth, ucciso il 18 marzo 1953 in un incidente aereo con un RB-36.

## Unità
Attualmente l'unità ospitante è il 28th Bomb Wing.
Sono ospitati i seguenti reparti:
- Air Force Financial Services Center, Air Force Materiel Command
- 89th Attack Squadron, 432nd Wing